# Озимски споразум
Озимски споразум (познат и као Озимски споразуми) потписан је 10. новембра 1975. године између СФР Југославије и Републике Италије у италијанском граду Озимо. Овим споразумом је дефинитивно утврђена граница између Југославије и Италије. Споразум је на француском језику, а ступио је на снагу 11. октобра 1977. године.
Осим што је споразум првенствено политичке природе, његове се тачке односе и на привредну сарадњу као услова за побољшање животног стандарда локалног становништва, те на накнаду за национализовану и конфисковану имовину у бившој Зони Б.
Споразум је базиран на Споразуму о сагласју, потписаном у Лондону 1954. године, којим је цивилна управа над Слободном Територијом Трста подељена тако да је управа над Зоном А предана Италији, а над Зоном Б Југославији. Озимски споразум је тако само потврдио коначну власт обе државе над зонама. Након тога је Италија своју зону уредила као провинцију Трст.
Италијанско министарство спољних послова није била непосредно укључено у преговоре, а споразум је с италијанске стране потписао Маријано Румор, тадашњи министар спољних послова Италије. Југословенски потписник био је Милош Минић, тадашњи министар спољних послова.
Након распада Југославије, обавезе из Озимског споразума преузеле су Словенија и Хрватска.